# Zubki Białostockie
Zubki Białostockie – stacja kolejowa w Zubkach w województwie podlaskim, w Polsce.